# Эндоскоп

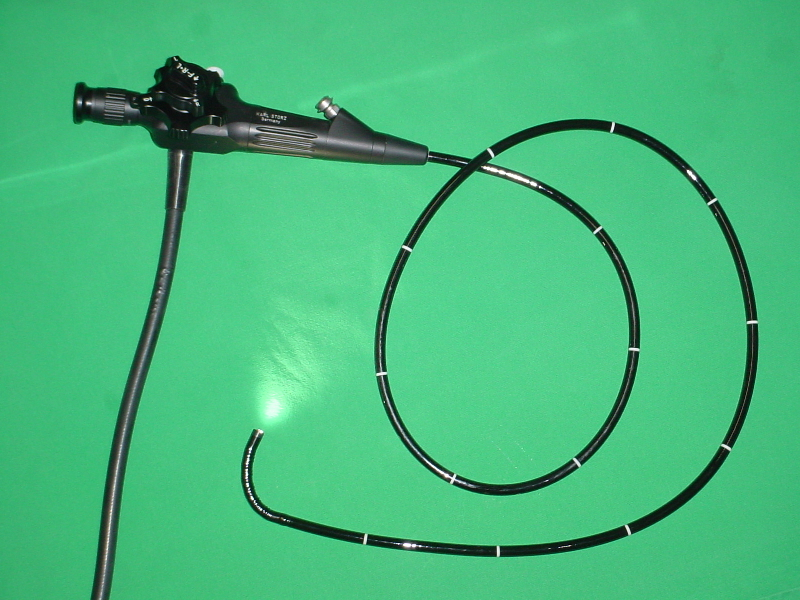
Гибкий эндоскоп

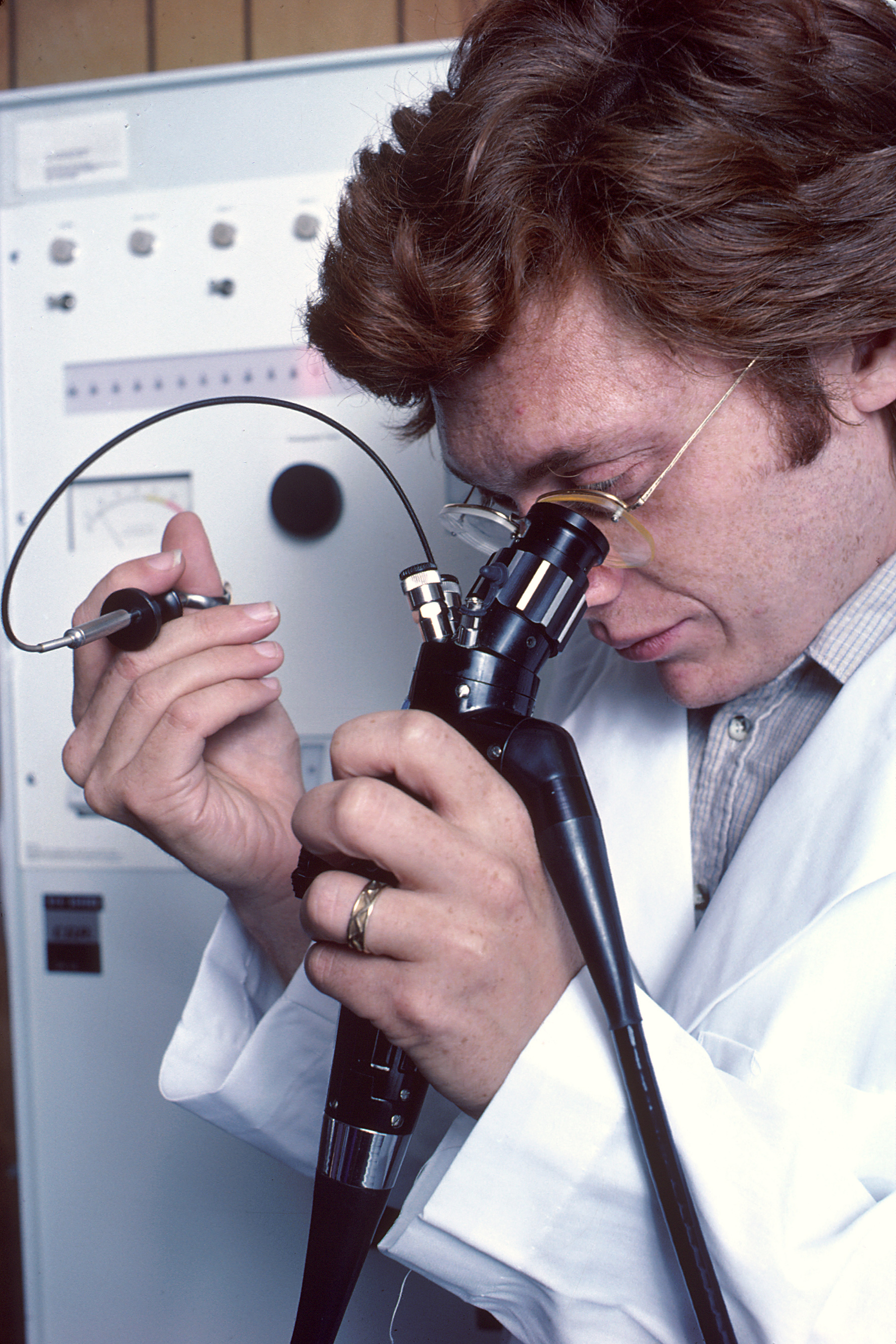
Врач, использующий эндоскоп

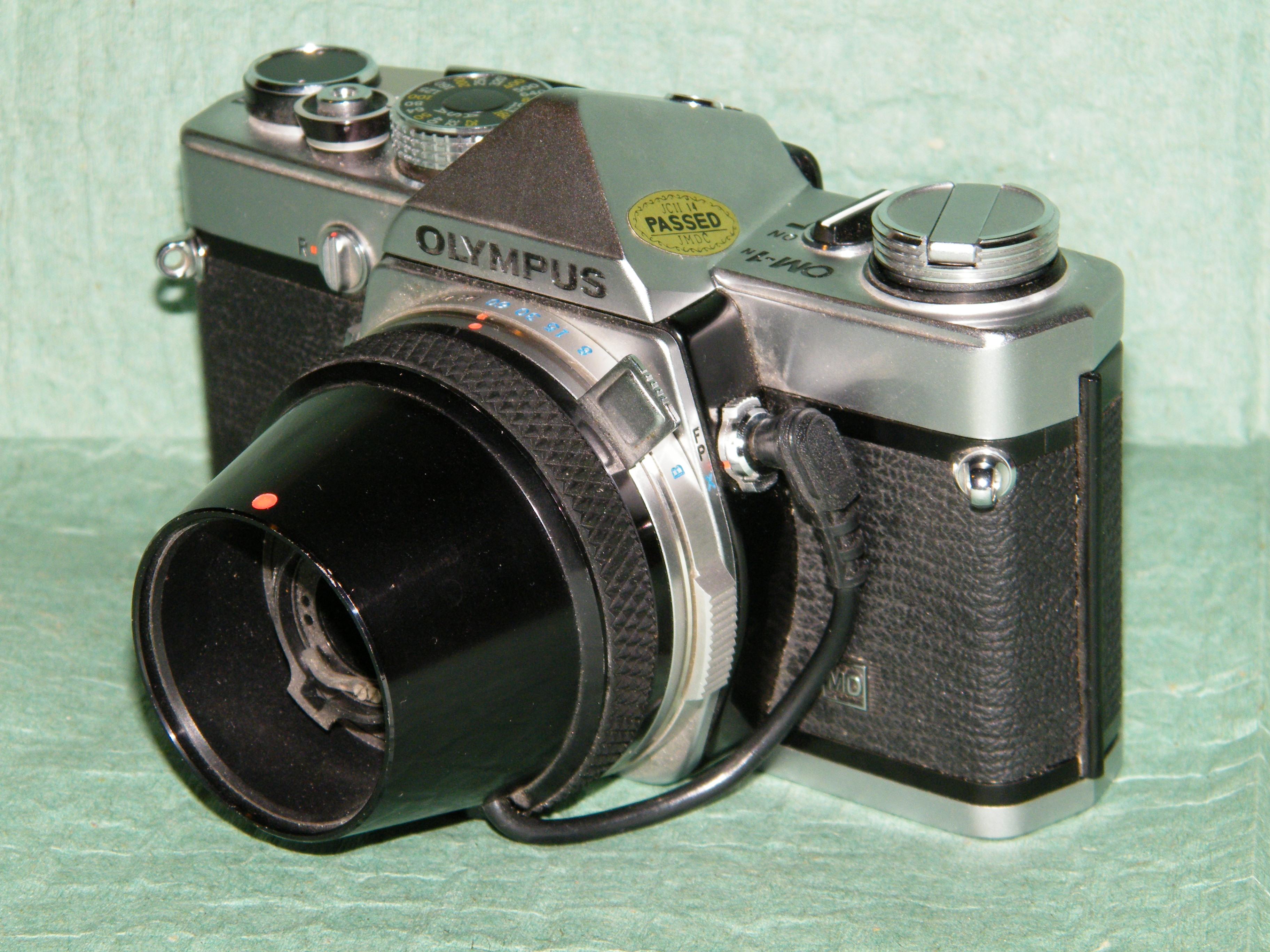
Фотоаппарат-фоторегистратор
Olympus OM-1n с адаптером для присоединения к эндоскопам
(эндоскопическая фотография)

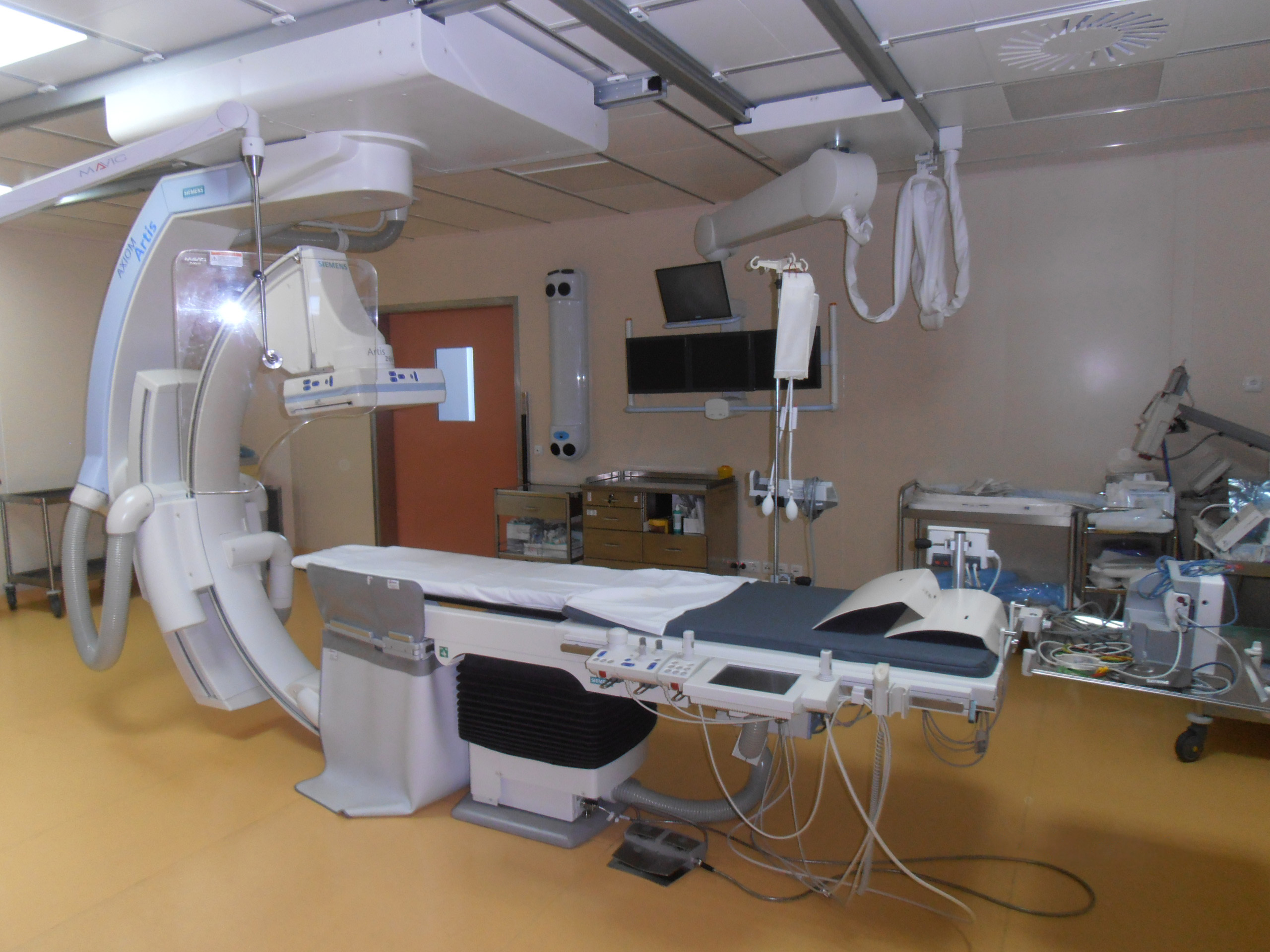
Эндоскопическая операционная в Федеральном центре нейрохирургии (Тюмень). 2013 год

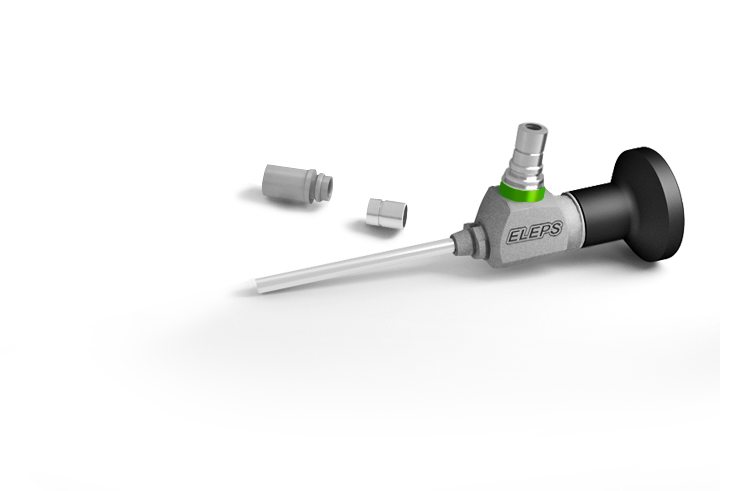
Жесткий эндоскоп (отоскоп) d4мм 0 градусов

Эндоско́п (греч. éndon, внутри + scopéō, смотрю) — устройство из группы оптических приборов различного назначения. Различают медицинские и технические эндоскопы.
Технические эндоскопы (бороскопы) используются для осмотра труднодоступных полостей машин и оборудования при техническом обслуживании и оценке работоспособности (лопатки турбин, цилиндры двигателей внутреннего сгорания, оценка состояния трубопроводов и так далее), кроме того, технические эндоскопы используются в системах безопасности для досмотра скрытых полостей (в том числе для досмотра бензобаков на таможне).
Предшественник эндоскопа изобрёл германский врач Филипп Боццини в 1805 году, но затем он был надолго забыт. В 1853 году французский хирург Антуан Дезормо представил оригинальный эндоскоп собственной конструкции. Дальнейшее развитие оптики привело к уменьшению размера эндоскопов, сделав процедуру исследования более безопасной. Радикальное изменение конструкции прибора произошло после появления разработанного Бэзилом Хиршовицем волоконно-оптического эндоскопа в 1958 году. 
Медицинские эндоскопы используются в медицине для исследования и лечения полых внутренних органов человека (пищевод, желудок и двенадцатиперстная кишка, бронхи, мочеиспускательный канал, мочевой пузырь, женские половые органы, почки, органы слуха), а также брюшной и других полостей тела.
Эндоскопы вводят через естественные отверстия тела (например, при гастро-, бронхо-, ректо-, гистеро-, цистоскопии) или через операционные разрезы (например, при лапароскопии или медиастиноскопии).
Наука о методах исследования внутренних полостей человеческого тела при помощи эндоскопа называется эндоскопией. Медицинские эндоскопы применяются в гастроэнтерологии (гастроскопы и др.), хирургии (лапароскопы и др.), пульмонологии (бронхоскопы), оториноларингологии (синускопы и др.), урологии (цистоуретроскопы и др.), гинекологии (гистероскопы), проктологии (ректоскопы и др.), травматологии (артроскопы), нейрохирургии, при хирургическом лечении некоторых сосудистых заболеваний и др.

## Виды современных эндоскопов
Современные эндоскопы подразделяют на жёсткие эндоскопы (лапароскопы и др.) — с линзовыми, градиентными или волоконными трансляторами изображения или без них (без трансляторов изображения делают т. н. тубусные эндоскопы — ректоскопы, амниоскопы) и гибкие фиброскопы (например, эзофагогастроскопы), которые относятся к приборам волоконной оптики. С помощью последних можно осмотреть и те органы, которые при использовании жёстких эндоскопов остаются недоступными для осмотра (например, двенадцатиперстная кишка).
В настоящее время гибкие фиброскопы больших диаметров вытесняются видеоэндоскопами, которые снабжаются миниатюрными видеокамерами на дистальном конце и передают информацию в электронном виде. Такие приборы дают существенно более высокое качество изображения, чем фиброскопы.
Оптические системы фиброскопов (эндоскопов с волоконной оптикой — по терминологии российских стандартов) состоят из большого количества стеклянных волокон (световодов) диаметром 0,01-0,02 мм, по которым и передается изображение за счёт явления полного внутреннего отражения на границе раздела сред.
Изобретение и распространение эндоскопов обусловило возможность не только осмотра органа, но и прицельного проведения биопсии и хирургических вмешательств (удаление инородных тел, полипов, коагуляция кровоточащих сосудов и т. д.). Современные эндоскопы позволяют проводить исследования, уменьшая вероятность и тяжесть осложнений. Среди хирургических эндоскопических методов лидирует бурно развивающаяся лапароскопия.

## Виды эндоскопических диагностических и лечебных процедур
- Гастроскопия — осмотр желудка, операции на поверхности желудка.
- Гистероскопия — осмотр и хирургическое лечение цервикального канала и полости матки.
- Бронхоскопия — осмотр бронхов, операции на бронхах.
- Колоноскопия (фиброколоноскопия) — осмотр всей толстой кишки (до баугиниевой заслонки).
- Лапароскопия — осмотр и операции на органах брюшной полости.
- Ректоскопия (ректороманоскопия) — осмотр прямой и дистальной трети сигмовидной кишки до уровня 20-30 см от заднего прохода.
- Цистоскопия — осмотр мочевого пузыря.